# Andrija Anković
Andrija Anković (Gabela, 16 juli 1937 – Split, 28 april 1980) was een Joegoslavisch-Kroatisch voetballer, die na zijn actieve loopbaan actief was als voetbalcoach. 

## Loopbaan
Anković werd geboren als zoon van Bosnische-Kroaten. Hij speelde als aanvallende middenvelder gedurende zijn carrière. Hij won met Joegoslavië de gouden medaille bij de Olympische Spelen van 1960 in Rome, Italië. Anković kwam tot een totaal van acht interlands (één doelpunt) in de periode 1960–1962 voor zijn vaderland. 
Andrija Anković overleed op 42-jarige leeftijd aan een hartaanval.